# Bertil Rylander (ingenjör)
John Bertil Rylander, född 12 mars 1923 i Lund, död 30 oktober 1994 i Göteborg, var en svensk väg- och vattenbyggnadsingenjör.
Rylander, som var son till ingenjör Hilding Rylander och Malin Blomgren, avlade studentexamen i Halmstad 1942 och utexaminerades från Chalmers tekniska högskola 1946. Han blev ingenjör vid vägförvaltningen i Göteborgs och Bohus län 1946, i Uppsala län 1950, i Malmöhus län 1951, konsulterande ingenjör och delägare i Sydsvenska ingenjörsbyrån i Malmö 1954 samt verkställande direktör och styrelseledamot i Sydsvenska Ingenjörsbyrån AB 1963. När företaget 1975 köptes av Orrje & Co flyttade han till Stockholm som personalchef. Han var styrelseledamot i Swedish General Consulting AB från 1964 och i Sveriges konsulterande ingenjörers förening från 1966.